# Adolf Pira
Adolf Pira, född 28 oktober 1869 i Söderhamn, död 15 april 1924 i Stockholm, var en svensk zoolog.
År 1905 genomförde Pira en zoologisk forskningsresa i Argentina och Paraguay. Han var främst intresserad av den svenska svinrasens utveckling och disputerade för filosofie doktorsgraden vid Stockholms högskola 1909 på avhandlingen Studien zur Geschichte der Schweinerassen, insbesondere derjenigen Schwedens, publicerad i Zoologische Jahrbücher 1909, för vilken han vann erkännande inom fackkretsar och blev docent i zoologi vid nämnda högskola 1910. Han var därefter verksam som lektor i biologi och kemi vid Nya elementarskolan i Stockholm 1912–1914 och vid Södermalms högre allmänna läroverk 1914–1924. Han författade senare Beiträge zur Anatomie des Gorilla (två delar, 1913–1914) och en del smärre biologiska arbeten, till exempel On bone deposits in the cave "Stora förvar" on the isle of Stora Karlsö, Sweden: A contribution to the knowledge of prehistoric domestic animals (i Acta zoologica 1926:7).